# Малый Стыдин
Малый Стыдин (укр. Малий Стидин) — село в Костопольской городской общине Ровненского района Ровненской области Украины.
До 2020 года входило в Костопольский район.
Население по переписи 2001 года составляло 812 человек. Население по данным 2024 года составляло 617 человек.Почтовый индекс — 35014. Телефонный код — 8-03657. Код КОАТУУ — 5623484601.